# Master Hands
Master Hands es una película propagandística de la Jam Handy Organization realizada en 1936 donde se muestra desde el inicio como se construye un automóvil Chevrolet y está conformada en cuatro partes, desde sus títulos iniciales es un homenaje a los trabajadores que no vemos y la creciente cantidad de automóviles que se venden en EE. UU. (en sus títulos iniciales en inglés), esta es la misma técnica de "From Sunset, to Dawn" donde claramente vemos del mensaje del realismo capitalista, se cumplen 2 motivos: Educar al público como se construyen los automóviles y mostrar lo seguros que son y la idea original que pretendía hacer un homenaje a los trabajadores y que (irónicamente) unos meses después hicieron huelga Información de la Wikipedia en inglés.
Créditos del final se incluye que la música es de Samuel Benavie dirigiendo la Detroit Philharmonic , cinematografía de Gordon Avil y la edición de Vincent Herman.
En 1999, la película fue considerada «cultural, histórica y estéticamente significativa» por la Biblioteca del Congreso de Estados Unidos y seleccionada para su preservación en el National Film Registry.